# Vlk (rostlina)
Vlk (množné číslo vlky) je lidové označení pro kmenový neboli pňový výmladek, což je mladý výhonek, který vyrůstá buď z hlavního kmene nebo silnějších bočních větví. Vlky jsou všeobecně popisovány hlavně na ovocných a okrasných dřevinách, ale vytváří se na obdobných místech i u jiných dřevin.
Vlky vyrůstají většinou přímo vzhůru a nevytvářejí žádný plodný odrost, alespoň po několik počátečních let. Od zbytku rostliny se odlišují velmi bujným růstem (nezřídka je roční přírůstek i delší než 1 m) a řídkým olistěním. Takové výhony zahušťují korunu proto jsou u ovocných stromů odstraňovány při pravidelném průklestu.
I ve volné přírodě je zvýšený výskyt vlků na dřevině způsoben často náhlým prosvětlením. Například dub letní (Quercus robur), rostoucí v tvrdém luhu v hustém zápoji má dlouhý rovný kmen bez bočních větví a větví se až ve velké výšce. Pokud se náhle ocitne jako solitér pádem okolních stromů, či dnes častěji těžbou, reakce na prosvětlení bude vytváření kmenových výmladků. Kmenové výmladky se vytváří i při silném zkrácením hlavních větví, ať už při umělém řezu nebo při jejich odlomení.
Vlky mohou být také reakce na chorobu. Například při grafióze jilmů dochází k omezení výživy horních větví. Proto zasychají a strom vytváří odspodu na kmeni četné vlky. Významné tvoření vlků je typickým znakem u virové choroby proliferace jabloně.